# روس كايت
روس كايت (بالإنجليزية: Ross Kite)‏ هو لاعب دوري الرغبي أسترالي، ولد في 1931، وتوفي في 2004 في سيدني في أستراليا.